# Cal Postilló (Golmés)
Cal Postilló és un monument del municipi de Golmés (Pla d'Urgell) inclòs en l'Inventari del Patrimoni Arquitectònic de Catalunya.

## Descripció
Casal de considerables proporcions ubicat en un solar de planta rectangular. La construcció arquitectònica de l'edifici- cobert a dues vessants amb teula àrab i la façana arrebossada i pintada- correspon a la d'una masia, sense més particularitats que la dels ornaments conservats a les llindes de pedra del balcó, la porta i la pedra de la balconada, en forma de medallons geomètrics. A la llinda del balcó hi ha la inscripció del nom "Salvador Calvis".
La façana principal dona al carrer Raval, i s'hi obre una gran porta rectangular de llinda, sobre la qual hi ha un balcó.

## Història
La casa, de finals del segle xviii, pertanyé a la família Calbís. Amb l'arribada del Canal d'Urgell a les poblacions de la plana a la segona meitat del segle xix, hi hagué un important augment demogràfic. A Golmés hi arribaren bastants famílies immigrants, la majoria dedicades a treballs agrícoles. La família Torra, habitant d'aquesta casa, no eren pagesos sinó que actuaven de postilló de les diligències. D'aquí ve el nom de Cal Postilló.